# Panewka (technika)

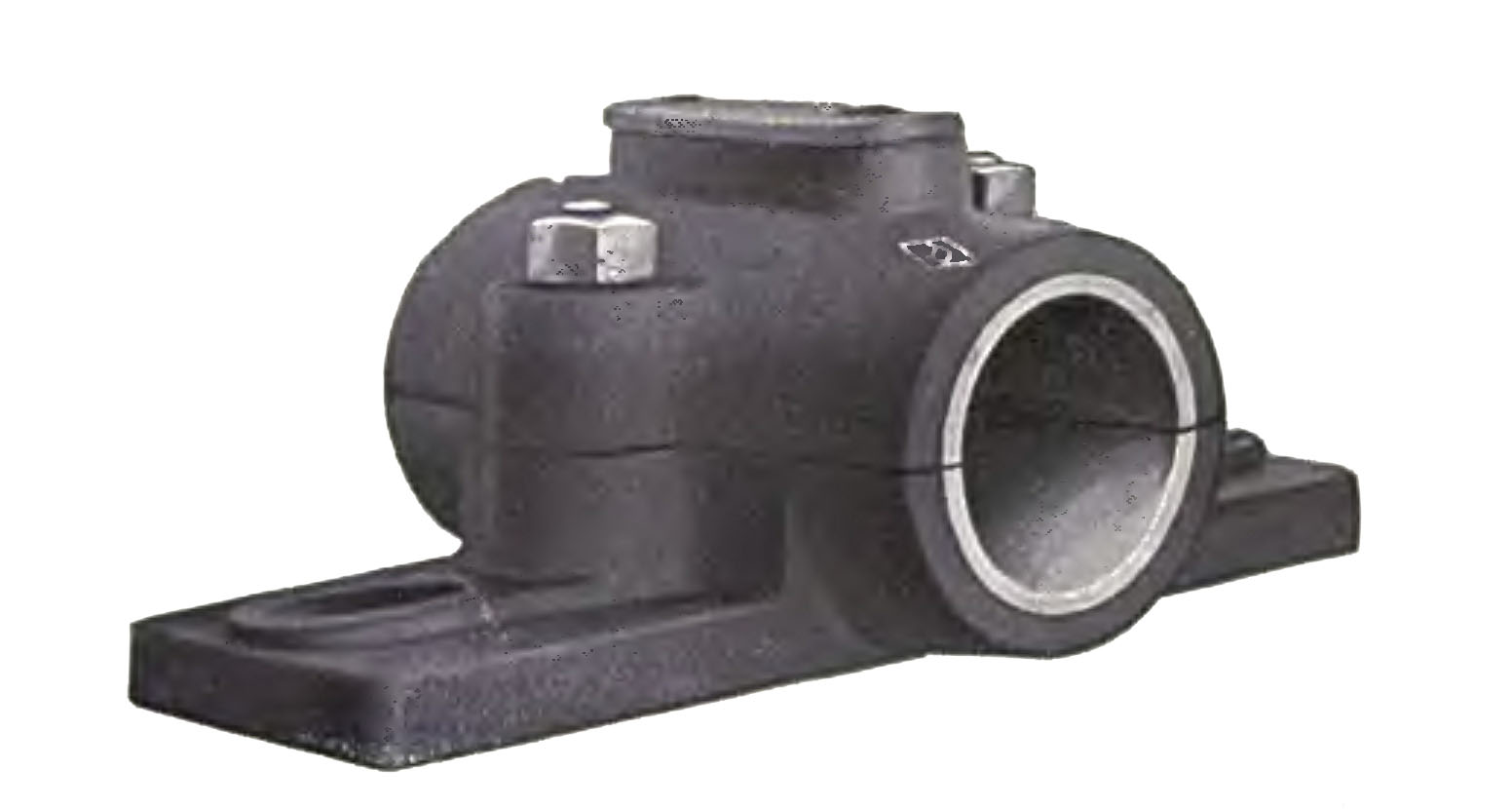
Łożysko dzielone z panewkami wylanymi stopem łożyskowym

Panewka (niekiedy zwana panwią) – zewnętrzna część łożyska ślizgowego, w której obraca się czop wału.
Panewka ma kształt  pierścienia pełnego, rozciętego lub złożonego z segmentów. Zwykle wykonana jest ze stopu łożyskowego (panewki wylewane) ale również z brązu, żeliwa szarego lub tworzywa sztucznego np. teflonu lub tekstolitu. Panewka może mieć na powierzchni styku z wałem nacięte rowki, których zadaniem jest rozprowadzanie środka smarującego.